# Лайош Біро
Лайош Біро (угор. Bíró Lajos МФА: [ˈlɒjoʒ ˈbiːroː], ім'я при народжені — Лайош Блау (угор. Blau Lajos); 22 серпня 1880 — 9 вересня 1948) — угорський романіст, драматург і сценарист, який написав багато сценаріїв до фільмів від початку 1920-х до кінця 1940-х.
Народився в місті Орадя, Австро-Угорщина (нині Румунія), потім переїхав до Великої Британії, де працював сценаристом на кіностудії London Film Productions.
В 1929 році він був номінований на премію Американської кіноакадемії за найкращий оригінальний сценарій, але програв Бену Хекту.
Помер в Лондоні 9 вересня 1948 від серцевого нападу і був похований на кладовищі Хемпстед.

## Вибрана фільмографія
- Принц і жебрак / The Prince and the Pauper (1920)
- Трагедія в династії Габсбургів / Tragedy in the House of Habsburg (1924)
- Заборонений рай / Forbidden Paradise (1924)
- Секрет Єви / Eve's Secret (1925)
- Шлях усякої плоті / The Way of All Flesh (1927)
- Останній наказ / The Last Command (1928)
- Жовті лілії / Yellow Lily (1928)
- Нічний дозор / Night Watch (1928)
- Будинок з привидами / The Haunted House (1928)
- Жінок у всьому світі / Women Everywhere (1930)
- Майкл і Мері / Michael and Mary (1931)
- Послуги для дам / Service for Ladies (1932)
- Приватне життя Генріха VIII / The Private Life of Henry VIII (1933)
- Катерина Велика / Catherine the Great (1934)
- Приватне життя Дон Жуана / The Private Life of Don Juan (1934)
- Алий первоцвіт / The Scarlet Pimpernel (1934)
- Привид їде на Захід / The Ghost Goes West (1935)
- Рембрандт / Rembrandt (1936)
- Людина, яка могла творити чудеса / The Man Who Could Work Miracles (1936)
- Похмура подорож / Dark Journey (1937)
- Лицар без обладунків / Knight Without Armour (1937)
- Розлучення леді Ікс / The Divorce of Lady X (1938)
- Барабан / The Drum (1938)
- Чотири пера / The Four Feathers (1939)
- Багдадський злодій / The Thief of Bagdad (1940)
- П'ять гробниць по дорозі в Каїр / Five Graves to Cairo (1943)
- Королівський скандал / A Royal Scandal (1945)
- Ідеальний чоловік / An Ideal Husband (1947)